# Józef Machno
Józef Machno (ur. 6 września 1915 w Kielcach, zm. 12 stycznia 1976 w Warszawie) – polski działacz komunistyczny i partyjny, w latach 1956/7–1960 I sekretarz Komitetu Wojewódzkiego PZPR w Krakowie, w latach 1957–1960 I sekretarz KW PZPR w Gdańsku, poseł na Sejm PRL II kadencji, w latach 1960–1965 podsekretarz stanu w Ministerstwie Żeglugi i Gospodarki Wodnej.

## Życiorys
Syn Józefa i Sabiny, pochodził z rodziny robotniczej. Zdobył wykształcenie średnie, nie miał wyuczonego zawodu. W 1953 ukończył Szkołę Partyjną przy KC PZPR. W latach 30. członek Międzynarodowej Organizacji Pomocy Rewolucjonistom, Związku Niezależnej Młodzieży Socjalistycznej oraz Komunistycznego Związku Młodzieży Polski . Podczas II wojny światowej uczestniczył w kampanii wrześniowej, od 1943 do 1945 należał do Robotniczej Partii Polskich Socjalistów i PPS–Lewicy. Był oficerem politycznym w Ludowym Wojsku Polskim. Od 1951 do 1953 kształcił się w Centralnej Szkole Partyjnej przy KC PZPR.
Działał następnie od 1945 w Polskiej Partii Socjalistycznej i od grudnia 1948 w Polskiej Zjednoczonej Partii Robotniczej. Jednocześnie należąc do PPS był tajnym członkiem PPR. W 1945 był przewodniczącym OMTUR w Łodzi. Od 1945 do 1946 pełnił funkcje: starszego inspektora Dowództwa Okręgu Wojskowego w Łodzi, referent propagandy w Wydziale Spraw Zagranicznych Sztabu Generalnego Wojska Polskiego w Warszawie oraz szef Wydziału w Zarządzie Polityczno-Wychowawczym DOW w Łodzi. W 1946 inspektor w Centralnym Komitecie Wykonawczym PPS w Krakowie, następnie od 9 listopada 1946 do 10 grudnia 1948 I sekretarz Polskiej Partii Socjalistycznej w Krakowie. Po przejściu do PZPR był drugim sekretarzem Komitetów Wojewódzkich w Katowicach (1948–1950) i Szczecinie (1950), a także sekretarza ds. organizacyjnych KW w Warszawie (1954–1955). Od 1950 działał w strukturach Komitetu Centralnego PZPR jako inspektor i zastępca kierownika Wydziału Organizacyjnego, a następnie kierownik Wydziału Socjalnego (1955–1957) .
Od 1 sierpnia 1957 lub od 25 października 1956  do 3 lutego 1960 pełnił funkcję I sekretarza Komitetu Wojewódzkiego PZPR w Gdańsku. Jednocześnie w latach 1957–1961 pozostawał posłem na Sejm PRL II kadencji z okręgu Gdynia, gdzie kierował Komisją Gospodarki Morskiej i Żeglugi. Za jego kadencji w Gdańsku uruchomiono m.in. kolej elektryczną Gdynia–Wejherowo, rozpoczęto wydawanie „Wieczoru Wybrzeża” oraz eksperymentalne nadawanie gdańskiego oddziału TVP, zajął się jednocześnie zwalczaniem opozycji chłopów i usuwaniem krzyży ze szkół. Przeszedł następnie do administracji państwowej na mniej eksponowane stanowiska. Od 4 lutego 1960 do 25 marca 1965 pełnił funkcję wiceministra żeglugi i gospodarki wodnej. Następnie był sekretarzem Rady Naczelnej Towarzystwa Rozwoju Ziem Zachodnich (1965–1971) oraz członkiem sekretariatu Ogólnopolskiego Komitetu Frontu Jedności Narodu (1971–1973). Został także członkiem Komitetu Centralnego partii.
Pochowano go na Cmentarzu Wojskowym na Powązkach (kwatera D33-5-1).

## Odznaczenia
Odznaczono go Krzyżem Komandorskim Orderu Odrodzenia Polski, Orderem Sztandaru Pracy II klasy, Medalem 10-lecia Polski Ludowej (1954) oraz Odznaką honorową "Za zasługi dla Gdańska" (1960).